# 콘트라밴드 (영화)
《콘트라밴드》(영어: Contraband)는 2012년 공개된 액션 영화이다. 아이슬란드 출신의 발타사르 코르마우퀴르 감독의 연출작이며, 마크 월버그, 케이트 베킨세일, 벤 포스터, 조반니 리비시가 출연한다.

## 출연

### 주연
- 마크 월버그
- 케이트 베킨세일

### 조연
- 벤 포스터
- 지오바니 리비시
- 루카스 하스
- 케일럽 랜드리 존스
- 디에고 루나
- J.K. 시몬스
- 재클린 플레밍
- 로버트 월버그
- 마이클 비슬리
- 윌리엄 러킹
- 올라푸르 다리 올라프손
- 코너 힐
- J. 오마 카스트로
- 빅토르 헤르난데즈
- 잭슨 빌즈

## 기타
- 각색: 아론 구지코우스키
- 미술: 토니 패닝
- 세트: 신시아 라 쥬네스
- 배역: 쉘리아 자프
- 배역: 트레이시 킬패트릭